# Harimoto Miwa
Harimoto Miwa (張本 美和 (Trương Bản Mỹ Hòa)), sinh 16 tháng 6 năm 2008, là một tay vợt bóng bàn Nhật Bản. Cô là em gái của Harimoto Tomokazu.

## Đời tư
Harimoto với tên khai sinh Trương Mỹ Hòa, sinh ra tại Sendai ở Miyagi, con của Harimoto Yuu (Trương Bản Vũ, tên khai sinh Trương Vũ)  và Trương Lăng . Cha mẹ cô đều là cựu vận động viên bóng bàn chuyên nghiệp của tỉnh Tứ Xuyên, Trung Quốc. Trương Lăng trong thời kỳ đỉnh cao sự nghiệp từng khoác áo Trung Quốc dự Giải vô địch bóng bàn thế giới lần thứ 43 ở Thiên Tân. Cha mẹ cô chuyển đến Nhật Bản sinh sống năm 1998.
Anh trai của Miwa là Harimoto Tomokazu cũng là tay vợt bóng bàn hàng đầu thế giới, từng có vị trí cao nhất hạng 3 thế giới.

## Sự nghiệp
Harimoto giành cả 4 chức vô địch đơn nữ, đôi nữ, đôi nam nữ và đồng đội nữ lứa tuổi U-15 ở Giải vô địch bóng bàn trẻ thế giới 2021, bất bại trong cả giải.
Tại Đại hội Thể thao châu Á 2022 ở Hàng Châu, cô giành hai huy chương. Cô là tay vợt số ba trong đội nữ Nhật Bản thua Trung Quốc ở chung kết đồng đội. Harimoto Miwa cùng đồng đội Kihara Miyuu đánh bại cặp đối thủ nổi tiếng Vương Mạn Dục/Tôn Dĩnh Sa ở tứ kết. Tuy nhiên họ thất bại ở bán kết và giành huy chương đồng.
Năm 2024, Harimoto được lựa chọn vào tuyển Nhật Bản, thi đấu nội dung đồng đội nữ ở Thế vận hội Mùa hè. Cô cùng đồng đội giành huy chương bạc, thua Trung Quốc 0–3 ở chung kết. Harimoto giành huy chương đồng đơn nữ ở Cúp thế giới ITTF 2024. Vào tháng 10, Harimoto đánh bại cả Vương Nghệ Địch và Tôn Dĩnh Sa trong trận chung kết đồng đội nữ ở Giải vô địch bóng bàn châu Á 2024, giúp đội nhà giành chức vô địch.

## Danh hiệu cá nhân
| Năm  | Giải đấu                   | Đối thủ          | Tỉ số | Nguồn  |
| ---- | -------------------------- | ---------------- | ----- | ------ |
| 2023 | WTT Feeder Antalya         | Ando Minami      | 3–2   | [ 13 ] |
| 2023 | WTT Contender Tunis        | Shin Yu-bin      | 4–2   | [ 14 ] |
| 2024 | WTT Contender Tunis        | Odo Satsuki      | 4–0   | [ 15 ] |
| 2025 | WTT Star Contender Chennai | Hashimoto Honoka | 4–2   | [ 16 ] |

## Notes
1. ↑  giản thể: 张美和; phồn thể: 張美和; bính âm: Zhāng Meìhé
2. ↑  tiếng Nhật: 張本 宇, đã Latinh hoá: Harimoto Yū. Born as Zhang Yu (giản thể: 张宇; phồn thể: 張宇; bính âm: Zhāng Yǔ).
3. ↑  giản thể: 张凌; phồn thể: 張凌; bính âm: Zhāng Líng